# Алсунга
А́лсунга (латыш. Alsunga, нем. Alschwangen) — село на западе Латвии, административный центр Алсунгского края. Расположено в регионе Курземе, в 30 км западнее Кулдиги. До 1 июля 2009 года входило в состав Кулдигского района. Центр суйтов — этнографической группы латышей.

## История
Впервые Алсунга упоминается в договоре папского вице-легата Балдуина Альнского с куршами в 1231 году под названием Aliswangis. На самом деле Алшванга (alšu vanga — расчистка от ольхи) являлась гораздо более древним поселением куршей
- 1233 Впервые упоминается название Альшванген. Примерно три века поселение входило в состав орденского государства Ливонии.
- 1341 Кулдигский комтур возводит в Альшвангене укрепление.
- 1372 В Алсунге возводится четырёхугольный каменный замок, который позже дополняется круглыми башнями. В нем размещается резиденция фогтов, подчиненных Кулдигским комтурам. Замок был несколько раз перестроен и сохранился до наших дней.
- 1573—1728 Орденский замок принадлежит роду маршала Шверина.
- 1567 Первые известия об Альшвангской школе. Владелец поместья Альшванген Фридрих фон Каниц распорядился построить церковь, пасторат и школу.
- 1623 В католическую веру перешел Йоханн Ульрих фон Шверин. Он отстраивает стены церкви Св. Михаила Архангела и начинает контрреформацию среди местных лютеран. Альшванген становится центром для всех курляндских католиков.
- 1796—1915 После присоединения Курляндии к России Альшванген входит в состав Курляндской губернии.
- 1919 Включена в состав Айзпутского уезда, получает нынешнее латышское название.
- 1950 Создаётся Алсунгский район
- 1956 Алсунгский район присоединен к Кулдигскому району
- До 1992 года Алсунга имела статус посёлка городского типа
- С 14 ноября 1991 Алсунга стала центром Алсунгской волости (латыш. Alsungas pagasts)

## Транспорт
Алсунга была связана железнодорожной линией Latvijas dzelzceļš с городами Лиепая и Вентспилс. С 1996 года линия не действует.